# Joe Scarborough
Charles Joseph "Joe" Scarborough (nacido el 9 de abril de 1963) es un estadounidense, conductor de televisión y expolítico. Antes de conducir con Mika Brzezinski y Willie Geist Morning Joe en MSNBC, Scarborough presentaba Scarborough Country en este mismo canal. Aparte de su trabajo en noticias por cable, Scarborough sirvió en la cámara baja de Estados Unidos de 1995 a 2001 como republicano en representación del 1.er distrito de Florida. Él es conocido como el comentarista conservador más importante de MSNBC.

## Inicios
Nacido en Atlanta, Georgia, Scarborough graduó de Pensacola Preparatoria Católica en Pensacola, Florida (aunque no es católico). Recibió un B.A. de la Universidad de Alabama en 1985 y un J.D. del Fredric G. Levin College of Law de la Universidad de la Florida en 1990. Fue admitido en el Colegio de Abogados de la Florida en 1991 y ejerció en Pensacola.

## Congreso
En 1994, Scarborough ganó la nominación Partido Republicano para Florida en el primer distrito, escaño en el que el demócrata Earl Hutto no buscó la reelección. Scarborough derrotó al abogado de Pensacola, Vince Whibbs, con el 61% de los votos, convirtiéndose en el primer republicano en representar ese distrito desde que se creó en 1903. También fue el primer republicano en representar cualquier porción del norte de Florida desde 1872. Scarborough fue reelegido con 72% del voto en 1996. En 1998 y 2000, solo corrió contra un independiente.
- Datos: Q1280288
- Multimedia: Joe Scarborough / Q1280288